# 缪京
缪京（1971年7月—），上海人，汉族，中国共产党党员。中华人民共和国政治人物。曾任上海市崇明区人民政府区长，现任中共上海市崇明区委书记。他也是中共二十大代表。